# میروتس ییفتر
میروتس ییفتر (امهری: Miruts Yifter; ۱۵ مهٔ ۱۹۴۴ – ۲۲ دسامبر ۲۰۱۶) دونده دو استقامت اهل اتیوپی و برنده دو مدال طلا در بازی‌های المپیک تابستانی ۱۹۸۰ بود. زادروز وی عمدتاً ۱۵ می ۱۹۴۴ ذکر می‌شود گرچه تردیدهایی در این باره وجود دارد. میروتس ییفتر همچنین با نام موروس یفتر نیز نامیده می‌شود.

## اوایل زندگی
ییفتر زاده منطقه تیگرای در ادیگرات اتیوپی می‌باشد. اوایل زندگی خود را به کار در کارخانه‌های مختلف و نیز رانندگی حمل بار به سر برد و نیز نخستین بار استعداد خویش را در دوندگی مسافت‌های طولانی زمانی که به عضویت نیروی هوایی اتیوپی درآمد دریافت.